# 레이크허스트 해군항공기지

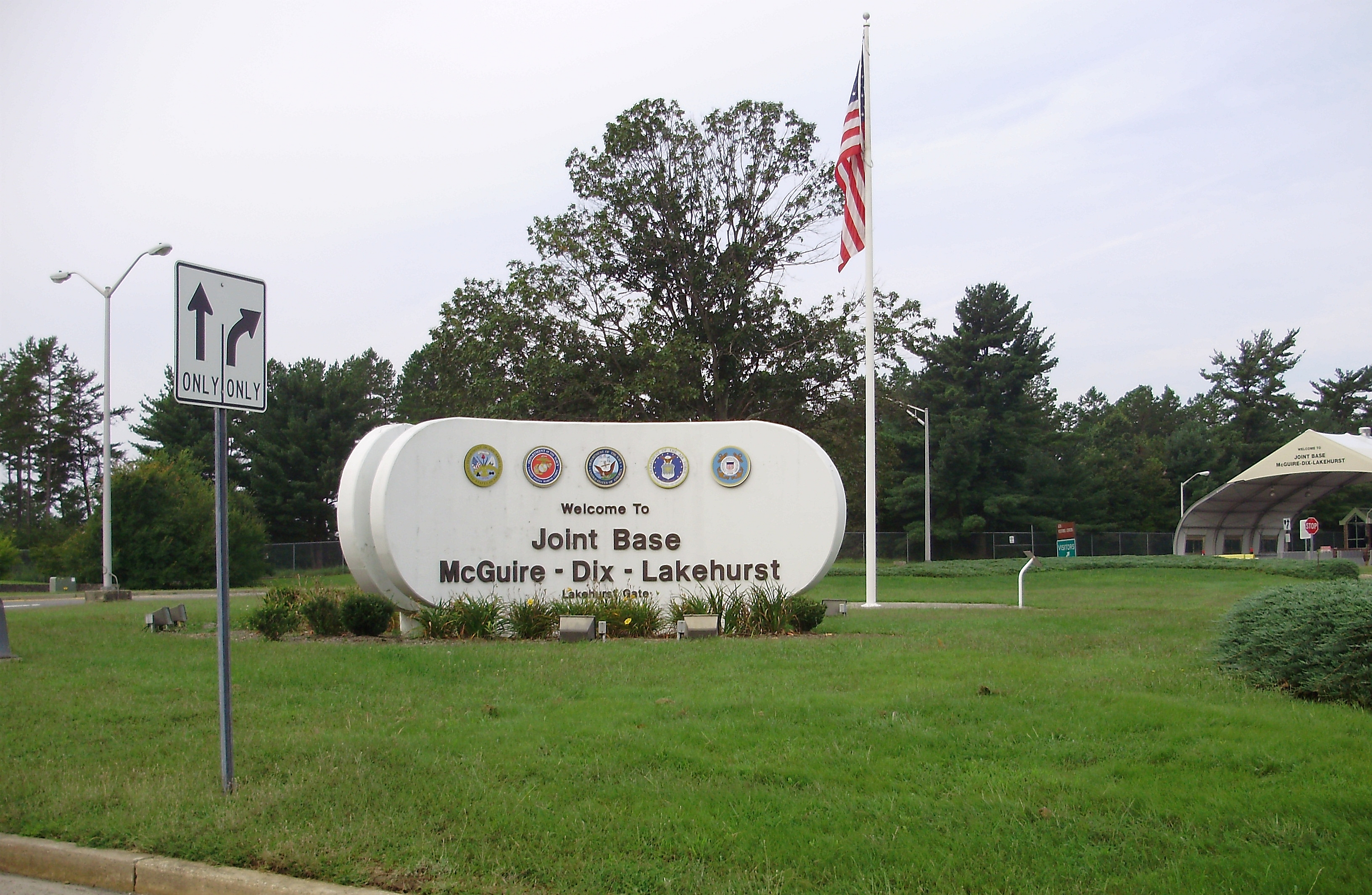
정문

레이크허스트 해군항공기지(Lakehurst Maxfield Field)는 미국 뉴저지주 레이크허스트에 존재하는 해군항공기지다. Naval Air Engineering Station Lakehurst (NAES Lakehurst)로 많이 알려져있는 곳이다.
1916년 설립되었으며, 1937년 힌덴부르크 참사가 발생한 곳이기도 하다.